# Antípatro Etesias
Antípatro Etesias (muerto 279 a. C.) era el sobrino de Casandro de Macedonia. Se convirtió en rey después de la muerte de Ptolomeo Cerauno y la expulsión de Meleagro de Macedonia. Su reinado duró solo unos pocos meses antes de que fuera depuesto por  Sóstenes de Macedonia. Los macedonios dieron a Antípatro el nombre de Etesias por los vientos que soplaban durante el breve tiempo que fue rey.